# 3. Disziplinarsenat des Bundesverwaltungsgerichts
Der 3. Disziplinarsenat war ein Spruchkörper des Bundesverwaltungsgerichts. Er bestand von 1967 bis 1971. Sein einziger Senatspräsident war Josef Niemeyer, der vom 31. Oktober 1967 bis zur Auflösung des Senats amtierte.